# Efecte corona
L'efecte corona és un fenomen elèctric que es produeix als conductors de les línies d'alta tensió i es manifesta en forma d'halo lluminós al seu voltant. Com que els conductors solen ser de secció circular, l'halo pren forma de corona, d'aquí el nom del fenomen.
L'efecte corona és causat per la ionització de l'aire circumdant al conductor degut als alts nivells de tensió, i per tant, de camp magnètic, de la línia. En el moment que les molècules d'aire s'ionitzen, aquestes són capaces de conduir el corrent elèctric i part dels electrons que circulen per la línia passen a fer-ho per l'aire. Aquesta circulació produirà un increment de temperatura al gas, que es tornarà d'un color vermellós per a nivells baixos de temperatura, o blavós per a nivells alts. La intensitat de l'efecte corona, per tant, es pot quantificar segons el color de l'halo, que serà vermellós en aquells casos lleus i blavós en els més severs.
La primera forma d'efecte corona registrada fou el foc de Sant Elm. Amb clima tempestuós a la mar, de vegades apareixien llums com flames vermelloses o blavoses a la part superior dels pals dels vaixells. Els mariners ho associaven a una forma de protecció i l'anomenaren en honor del seu patró, Erasme de Formia (Sant Elm).
Al llarg de les investigacions sobre l'electroestàtica al segle xvii, s'observà per primera vegada el mateix fenomen al laboratori.

## Els efectes
- Generació de llum
- Soroll audible
- Soroll de radi
- Vibració resultant del vent elèctric
- Deteriorament dels materials com a conseqüència d'un bombardeig d'ions
- Generació d'ozó, òxids de nitrogen i en presència d'humitat, àcid nítric
- Dissipació d'energia

## On succeeix
- Al voltant de conductors de línia
- En espaiadors i amortidors
- Aïllants elèctrics malmesos- de ceràmica o un material diferent de la ceràmica
- Aïllants contaminats
- Als extrems vius d'ensamblatges i maneguets aïllants.
- A qualsevol punt d'equips elèctrics on la intensitat del camp elèctric superi els 3kV/m

## Càlcul de la tensió crítica disruptiva
L'efecte corona es produirà quan la tensió de la línia superi la tensió crítica disruptiva de l'aire, és a dir, aquell nivell de tensió per sobre del qual l'aire s'ionitza. La fórmula més emprada per a la determinació de la tensió crítica disruptiva és la proposada per l'enginyer americà F.W. Peek:
{\displaystyle Vc=21.2\cdot \delta \cdot r\cdot \ln {\frac {DMG}{RMG}}\cdot n\cdot k_{r}\cdot k_{m}\cdot k_{g}}
On:
- Vc és el valor de tensió crítica disruptiva en kV.
- δ és el factor de densitat de l'aire.
- r és el radi del conductor en centímetres.
- DMG és la distància mitjana geomètrica entre fases.
- RMG és el radi mitjà geomètric.
- n és el nombre de conductors per fase.
- kr és el coeficient de rugositat del conductor emprat, el valor del qual sol ser:
  - 1 per a conductors nous.
  - 0,98 - 0,93 per a conductors vells (amb protuberàncies).
  - 0,87 - 0,83 per a cables formats per fils.
- km és el coeficient mediambiental, el valor del qual sol ser:
  - 1 quan l'aire és sec.
  - 0,8 per a aire humit o contaminat.
- kg és el factor de cablejat.

El càlcul de RMG i DMG dependrà en cada cas de la geometria de la línia elèctrica.
El factor de densitat de l'aire es calcula segons:
{\displaystyle \delta ={\frac {273+20}{273+T}}\cdot {\frac {P}{760}}}
On:
- T és la temperatura de l'aire en graus Celsius
- P es la pressió de l'aire en mil·límetres de mercuri.

## Càlcul de les pèrdues de potència
Per aquells casos que es produeix l'efecte corona, la pèrdua de potència es calcula segons la fórmula:
{\displaystyle P_{c}={\frac {244}{\delta }}\left({f+25}\right){\sqrt {\frac {RMG}{DMG}}}\left({V_{s}-V_{c}}\right)^{2}\cdot 10^{-5}}
On:
- Pc és la pèrdua de potència en kW/km.
- δ és el factor de densitat de l'aire.
- f és la freqüència de la línia en hertz (Hz)
- DMG és la distància mitjana geomètrica entre fases.
- RMG és el radi mitjà geomètric.
- Vs és el valor de la tensió fase-neutre (o tensió simple) en quilovolts.
- Vc és el valor de tensió crítica disruptiva en quilovolts.